# 宁陵清真寺
宁陵清真寺位于河南省商丘市宁陵县城关东街，2000年被列为第三批河南省文物保护单位。
清真寺建于明万历年间（1573—1620年），是经历明、清两代逐步落成的一座清真寺。清真寺坐西面东，占地面积13亩，由门楼、对厅、前后大殿和望月楼等建筑组成。

## 建筑
- 门楼：面阔三间（9米），进深二间（5.4米），为单檐硬山式建筑。
- 对厅：面阔三间(9米），进深二间（4米），为单檐硬山式建筑。
- 前大殿：始建于明万历九年（1581年），清光绪六年（1880年）重修为教民听教处，前大殿面阔五间（17米），进深三间（9米），高11.8米，为单檐歇山式建筑，以蓝、绿、白色琉璃瓦覆顶。尾顶大脊满雕牡丹花纹，两端置正吻，中间置宝瓶形脊刹。前檐下置三踩斗拱10朵。殿内梁架为“九檩八搭三垛墚”，由8根明柱支撑。大殿内屋脊正中原嵌有“明万历九年”的匾额。
- 后大殿：为阿訇传经处，与前大殿相连，均建在高11米，边长为17米的正方形士台之上。后大殿面阔五间（17米），进深三间（8米），高9.9米，殿内梁架为“七檩二垛墚”，由8根明柱支撑。前、后殿中间为饰有木刻葡萄架花纹图案的夹山。
- 望月楼：在后殿以里，平面为方形。面阔4米，进深4米，高约17米。屋顶为四角攒尖式，脊顶正中上方高树一半月形饰物，故名望月楼[2]。